# Google Keep
Google Keep  je poznámková aplikace vyvinuta Googlem. Služba byla oznámena 20. března 2013 a je dostupná jako mobilní aplikace pro operační systém Android a jako webová aplikace. V listopadu 2024 byla již aplikace stažena miliardkrát.

## Funkce
Google Keep má několik funkcí včetně barevného rozlišení poznámek, vkládání obrázků, vytváření seznamů, geofence, sdílené poznámky a vyhledávání dle barvy. Uživatelé mohou nastavit čas nebo místo připomenutí poznámky. Připomínky nastavené přes Keep jsou také přístupné dalšími aplikace od Googlu jako Google Now. Text z obrázků může být rozpoznám díky technologii optického rozpoznávání znaků. To ovšem funguje pouze v anglickém jazyce. Hlasové nahrávky vytvořené přes Keep jsou automaticky přepsány. Google Keep také dovoluje uživatelům převést textové poznámky na kontrolní seznamy.
Google Keep umožňuje uživatelům kategorizovat poznámky použitím složek nebo štítků a poznámky jsou vyhledatelné na základě jejich barev nezávisle na tom, zdali mají připomenutí, hlasovou nahrávku, obrázek nebo jsou to seznamy. V aplikaci pro Android je možné poznámku odsunutím doprava nebo doleva archivovat. Archivované poznámky se zobrazují v sekci Archiv. Keep také umožňuje uživatelům vytvářet kopie (duplikáty) poznámek. Uživatelé si mohou také ve webové aplikaci vybrat Seznamové zobrazení nebo Mřížkové zobrazení. V aplikaci pro Android si mohou uživatelé vybrat mezi jedno- nebo vícesloupcovým zobrazením.

### Verze pro Android
Mobilní aplikace Google Keep může být nainstalována na zařízeních, která byla schválena Googlem s verzí Androidu 4.0.3 (Ice Cream Sandwich) nebo vyšší. Poznámky mohou být vytvářeny přes mobilní aplikaci nebo přes internetové stránky a jsou synchronizovány napříč oběma platformami přes uživatelský Účet Google. To umožňuje uživatelům přístup k uloženým poznámkám odkudkoliv přes internet a aktualizaci poznámek offline. Google Keep je kompatibilní s Android Wear. Jakmile je zařízení Android Wear spárováno s dalším zařízení s Androidem, prvních 10 položek z Keepu je automaticky zobrazeno. Uživatelé mohou vytvářet poznámky za pomoci hlasového vstupu, přidávat a odškrtávat položky na seznamech, prohlížet si připomenutí a odkládat oznámení.
Časopis Time zařadil Google Keep mezi svých 50 nejlepších aplikací pro Android za rok 2013.

### Verze pro Chrome OS
Aplikace Google Keep pro prohlížeč Chrome a Chrome OS je jedna z prvních aplikací poskytnutá Googlem. Aplikace pracuje offline pro vytváření, upravování a mazání poznámek, stejně tak jako další extra funkce jako přidávání obrázků. Aplikace Google Keep také funguje v operačním systému Linux, Windows a Mac, přestože Linux nemá k dispozici nativní aplikace Disku Google.